# Lee Israel
Leonore Carol Israel, dite Lee Israel, née le 3 décembre 1939 et morte le 24 décembre 2014, est une auteure américaine connue pour son implication dans la falsification littéraire. Une adaptation cinématographique de son autobiographie confessionnelle de 2008, Can You Ever Forgive Me?, a été produite en 2018.
Lee Israel y est interprétée par Melissa McCarthy

## Biographie
Lee Israel est née à Brooklyn, New York, dans une famille juive. Ses parents sont Jack et Sylvia Israel ; elle a un frère, Edward. Elle est diplômée de Midwood High School et, en 1961, du Brooklyn College de CUNY. Elle commence sa carrière en tant qu'écrivaine indépendante dans les années 1960. 
Dans les années 1970 et 1980, elle écrit des biographies, de l'actrice Tallulah Bankhead, de la journaliste et animatrice de jeux télévisés Dorothy Kilgallen et de la femme d'affaires Estée Lauder. La biographie de Kilgallen est bien reçue et apparaît sur la liste des meilleures ventes du New York Times.
En 1992, sa carrière d'auteur de livres et d'articles de magazines prend fin. Pour gagner de l'argent, elle commence à falsifier un certain nombre de lettres, estimé à plus de 400 écrivains et acteurs décédés.
Plus tard, elle vole de vraies lettres et manuscrits autographes de personnes célèbres dans les archives et les bibliothèques, les remplaçant par des copies. Elle vend à la fois des œuvres originales volées et des contrefaçons.
Cela se poursuit pendant plus d'un an avant que deux agents infiltrés du FBI n'interrogent Israel sur un trottoir de Manhattan. Selon ses mémoires, dans lesquels elle cite des documents du FBI tirés de son dossier, les agents sont partis sans l'arrêter ni lui dire ce qui allait se passer ensuite. Elle retourne alors à son appartement sur Riverside Drive à Manhattan et se débarrasse de toutes les preuves, jetant dans des poubelles publiques plus d'une dizaine de machines à écrire dont elle faisait usage pour leurs différentes polices de caractères. 
En juin 1993, Israel plaide coupable à l'accusation de transport de biens volés en bande organisée, pour laquelle elle est condamnée à six mois d'assignation à résidence et à cinq ans de probation fédérale. De plus, elle se voit interdire l'accès à toute archive ou bibliothèque, ce qui rend impossible la reprise d'une carrière honnête de biographe. Même après sa dénonciation et sa condamnation, certaines de ses contrefaçons étaient encore vendues comme authentiques,,.

## Œuvres
- Miss Tallulah Bankhead (1972)[5]
- Kilgallen (1980)
- Estee Lauder: Beyond the Magic  (1985)
- Can You Ever Forgive Me? (2008)